# علي عبد الوهاب
علي عبد الوهاب (مواليد 9 يونيو 1938، توزر) واسمه الحقيقي خليل بن لزهر، مخرج ومنتج تونسي.

## مسيرته
تعلّم ذاتيا، وكان مهتمًا بالمسرح منذ سن مبكرة .بعد حصوله على دبلوم من جامعة الزيتونة المسمى التطويع، أسس في تونس فرقته الخاصة «نهضة المسرح» سنة 1960. حصل على جائزة علي البلهوان عام 1965.
أخرج وأنتج فيلمه الطويل الوحيد أم عباس سنة 1970.

## أعماله

### مخرج ومنتج
- 1970: أم عباس

### مساعد مخرج
- 1959: جحا (جاك باراتير)
- 1968: المتمرد (عمر الخليفي)
- 1971: الصحراء المشتعلة (رينزو ميروزي)

## روابط خارجية
- علي عبد الوهاب على موقع IMDb (الإنجليزية)
- علي عبد الوهاب على موقع قاعدة بيانات الفيلم (الإنجليزية)